# 法國維基媒體協會
法國維基媒體協會（法語：Wikimédia France）是法國的維基媒體使用者自行組織的地區性組織，成立於2004年10月23日。截至2019年，該會擁有約418名會員。现任会长為Pierre-Yves Beaudouin。

## 外部連結
- 法國維基媒體協會 （页面存档备份，存于）